# Mesaimeer Sports Club
Mesaimeer Sports Club (Árabe: مسيمير) é um clube multiesportivo da cidade de Doha, Catar. O time de futebol do clube disputa a Qatar Stars League.

## Treinadores
Abdullah Saad (2002)